# Taiwanische Lokalisierungsbewegung

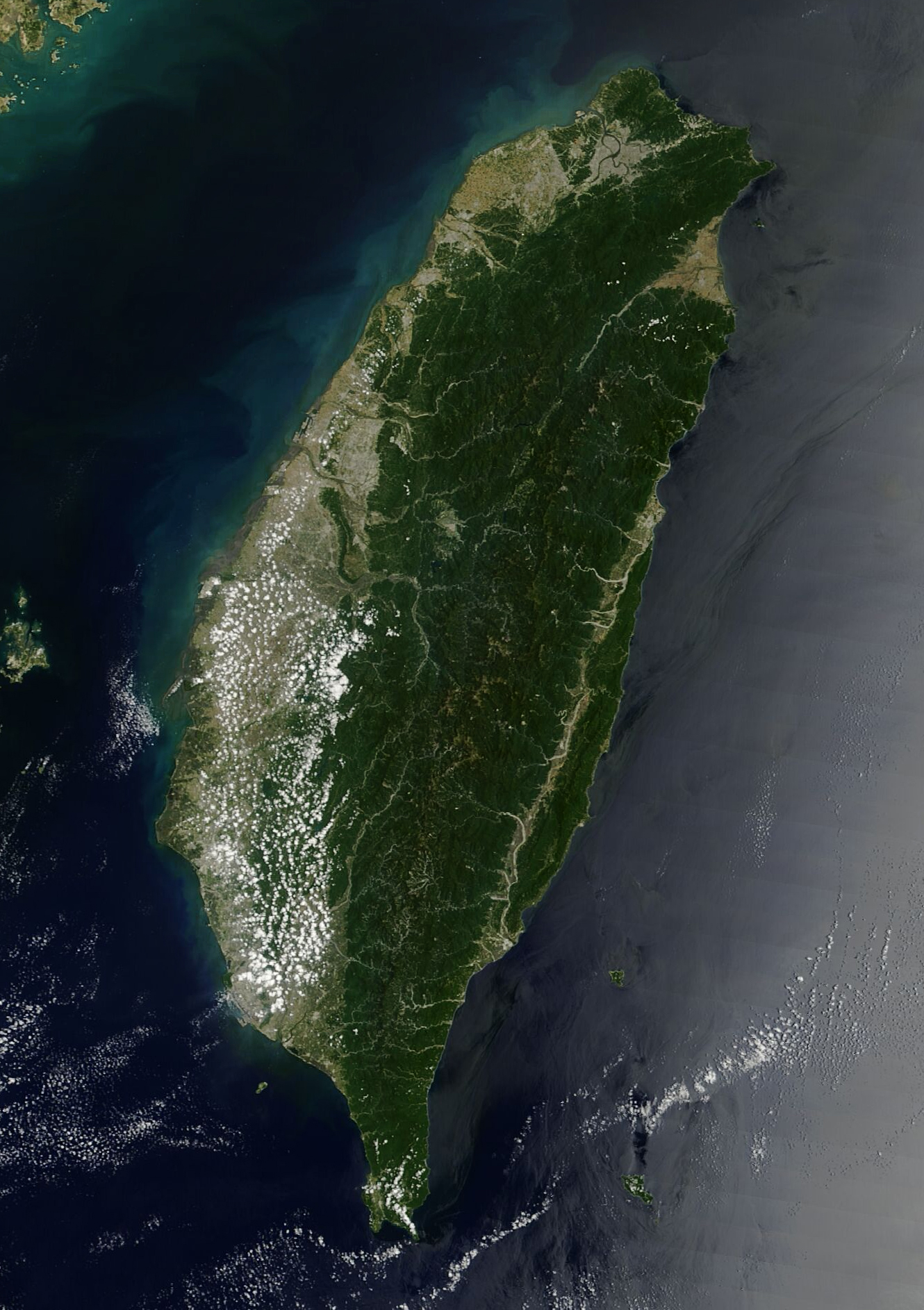
Taiwan (Satellitenaufnahme)

Der Begriff Taiwanische Lokalisierungsbewegung oder Taiwanisierung (chinesisch: 臺灣本土化運動 Táiwān běntǔhuà yùndòng, taiwanisch: Tâi-oân pún-thó͘-hòa ūn-tōng) bezeichnet einen politisch-gesellschaftlichen Prozess in der Republik China (Taiwan), dessen Ziel die Stärkung der lokalen taiwanischen Identität ist. Sie ist als Gegenbewegung zu der nach dem Zweiten Weltkrieg von der Kuomintang-Regierung der Republik China in Taiwan betriebenen Sinisierungspolitik entstanden. Die Taiwanische Lokalisierungsbewegung hat viele Bezüge zur Taiwanischen Unabhängigkeitsbewegung, ist aber nicht identisch mit ihr.

## Begriff
Der Begriff der Taiwanischen Lokalisierung nimmt in der gesellschaftlichen Diskussion in Taiwan einen breiten Raum ein, ist aber nicht einheitlich definiert. Im Allgemeinen werden darunter die Betonung, Emanzipation und Stärkung der taiwanischen Identität gegenüber einer als aufgezwungen empfundenen Hegemonie festlandchinesischer Politik und Kultur (Sinisierung) verstanden. Als Träger der Sinisierung wurde ursprünglich fast ausschließlich die Kuomintang-Regierung nach 1945 gesehen, seit der Demokratisierung Taiwans Ende des 20. Jahrhunderts richtet sich die Bewegung zunehmend auch gegen den Herrschaftsanspruch der Volksrepublik China.

## Geschichtlicher Hintergrund
Die ursprünglich von indigenen Völkern bewohnte Insel Taiwan wurde seit Beginn des 17. Jahrhunderts ununterbrochen in seiner Ganzheit oder regional von politischen Mächten regiert, deren Ursprung nicht in Taiwan lag. Diese Mächte waren
- 1624–1662 die Niederländische Ostindien-Kompanie, die den Großteil Südtaiwans und die Nordspitze der Insel kontrollierte (Niederländisch-Formosa)
- 1626–1642 Spanien, das kurzzeitig Stützpunkte an der Nordküste hatte (Spanisch-Formosa)
- 1661–1683 das chinesische Königreich Tungning in Südwesttaiwan
- 1683–1895 das Chinesische Kaiserreich (Qing-Dynastie)
- 1895–1945 das Kaiserreich Japan (Taiwan war eine japanische Kolonie)
- von 1945 bis Ende des 20. Jahrhunderts die chinesische Kuomintang (KMT), deren Machtbereich sich nach ihrer Niederlage im Chinesischen Bürgerkrieg und ihrem Rückzug nach Taiwan zu über 99 % auf das Territorium der Insel Taiwan beschränkte

Unter diesen Geschichtsabschnitten waren es vor allem die Zeit der Qing-Herrschaft und die Jahrzehnte nach 1945, die Taiwan ethnisch und kulturell erheblich transformierten.

### Sinisierung zur Zeit der Qing-Herrschaft
Zwischen dem 17. und 19. Jahrhundert war Taiwan kontinuierlich und in großem Umfang das Ziel der Einwanderung chinesischer Siedler, vor allem aus den Provinzen Fujian und Guangdong. Während die indigene Bevölkerung im schwer zugänglichen Gebirge ihre kulturelle Eigenständigkeit bewahren konnte, wurden die im westlichen und nördlichen Flachland lebenden Pingpu-Völker im Lauf der Jahrhunderte verdrängt oder weitgehend sinisiert. Ihre Kulturen und Sprachen mussten der chinesischen Kultur und den Sprachen der Einwanderer, Minnan (das spätere Taiwanische Minnan oder Taiwanisch) und Hakka weichen. Als Taiwan 1895 im Vertrag von Shimonoseki an Japan fiel, war diese ethnisch-kulturelle Transformation bereits im Wesentlichen abgeschlossen. Während der bis 1945 dauernden Kolonialzeit erfuhr der kulturelle Kontakt zwischen Taiwan und dem chinesischen Festland eine Unterbrechung.

### Die japanische Kolonialzeit
Während der japanischen Kolonialzeit wurde das Japanische Schrift-, Amts- und Bildungssprache. Allerdings waren Veröffentlichungen in chinesischer oder taiwanischer Sprache, wenn auch marginalisiert, zunächst nicht völlig untersagt. In den 1920er Jahren entstanden auf Taiwan politisch-gesellschaftliche Strömungen, die die taiwanische Identität in Abgrenzung zur japanischen Herrschaft betonten. So forderte der Schriftsteller Huang Shihui (黃石輝) im Jahr 1930, Taiwaner sollten „in ihrer Muttersprache schreiben, in ihrer Muttersprache Gedichte, Romane und Lieder verfassen und taiwanische Dinge beschreiben“. Solche Bestrebungen wurden von der Obrigkeit nur beschränkt zugelassen und mit Beginn der verschärften Japanisierungs-Politik (japanisch: 皇民化 Kōminka) ab 1937 völlig untersagt.

### Sinisierung nach 1945

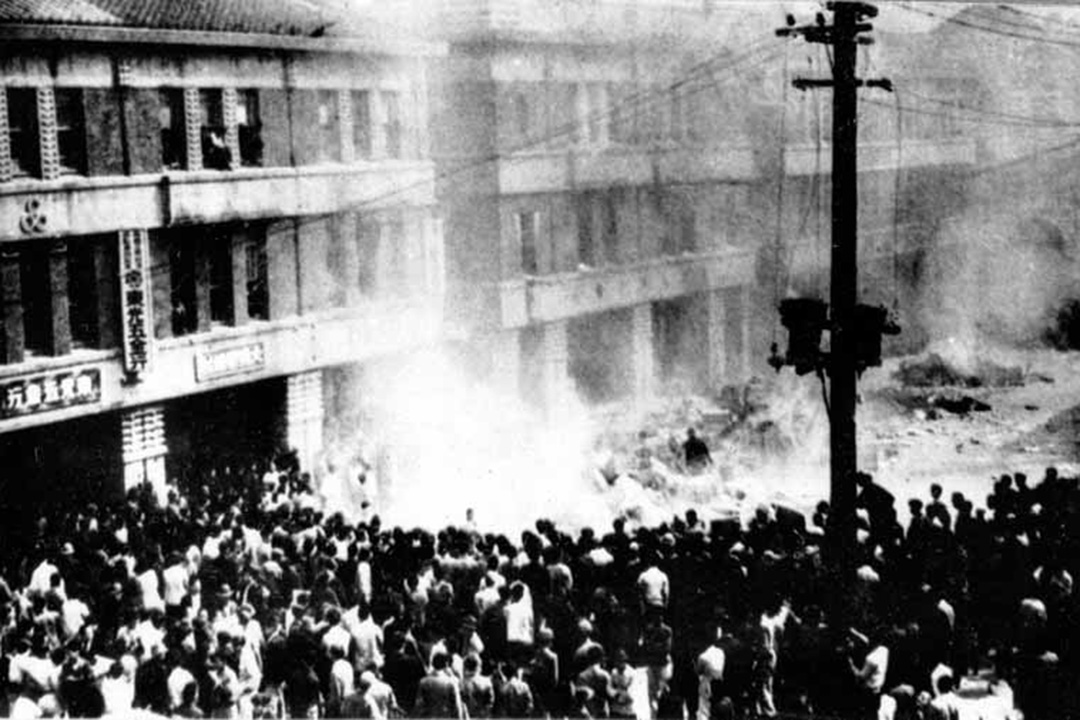
Unruhen in Taipeh (1947)

Nach der Übernahme Taiwans durch die Republik China im Jahr 1945 war die Kuomintang-Regierung bestrebt, jene Taiwaner, die sie als Kollaborateure der Japaner ausmachten, zu bestrafen. Gleichzeitig bestand die Ansicht, dass der Einfluss der japanischen Kultur, dem die taiwanische Gesellschaft in fünfzig Jahren Kolonialherrschaft ausgesetzt gewesen war, durch (Re-)Sinisierung ausgemerzt werden müsse.
Das Misstrauen der Regierung und der Waishengren (der nach 1945 nach Taiwan gekommenen Chinesen) auf der einen sowie die Unzufriedenheit der Taiwaner mit den wirtschaftlichen Maßnahmen und der Korruption der neuen Machthaber auf der anderen Seite führten zu Spannungen, die sich im Zwischenfall vom 28. Februar 1947 entluden. Es folgte ein große Teile der Insel erfassender Aufstand gegen die Kuomintang-Behörden, der mit Härte niedergeschlagen wurde und zehntausende Todesopfer forderte. Diese Ereignisse und die sich anschließende Phase des Weißen Terrors verfestigten den Gegensatz zwischen Waishengren und Taiwanern auf Jahrzehnte hin und wirken bis in die Gegenwart nach.
Die Kuomintang sah sich durch die Entwicklungen in ihrer Ansicht, dass die chinesische Kultur in Taiwan maßgeblich gefördert werden müsse, bestätigt. Alle japanischen Spuren wurden nach Möglichkeit aus dem öffentlichen Leben entfernt. Lokale Sprachen, d. h. Taiwanisch, Hakka und indigene Sprachen, wurden aus dem Bildungssystem und weiten Teilen des öffentlichen Lebens (Ämtern, Medien, Schriftsprache) verbannt, um die Staatssprache Chinesisch auch in Taiwan durchzusetzen, wo sie im Jahr 1945 nur von einer Minderheit beherrscht wurde. An Schulen und Universitäten wurden vorwiegend (festlands-)chinesische Geschichte und Literatur gelehrt und auf Taiwan bezogene Inhalte nur am Rand behandelt. Japanische, aber auch taiwanische Ortsnamen wurden in Namen mit Chinabezug geändert.

## Demokratisierung und Lokalisierung

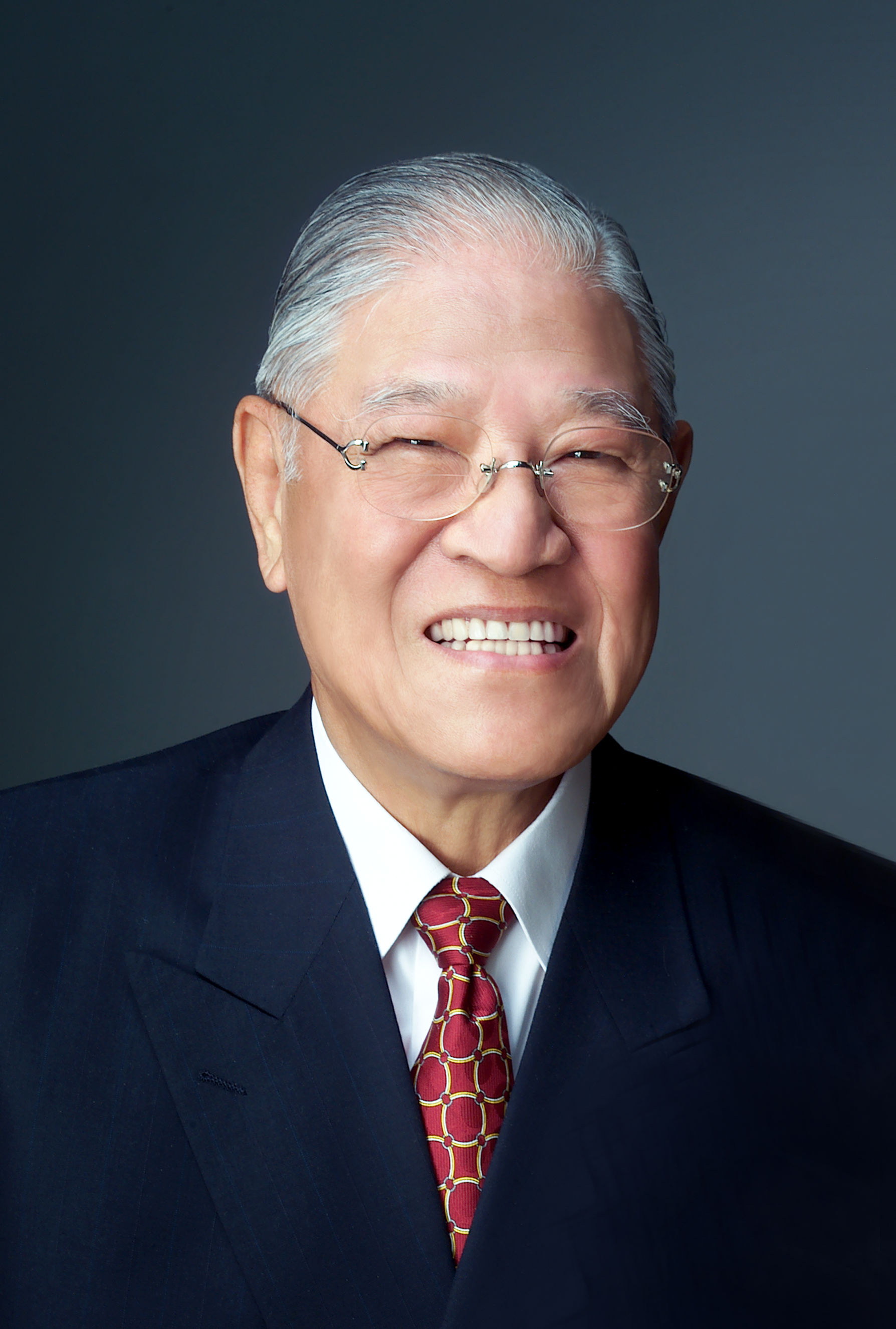
Lee Teng-hui

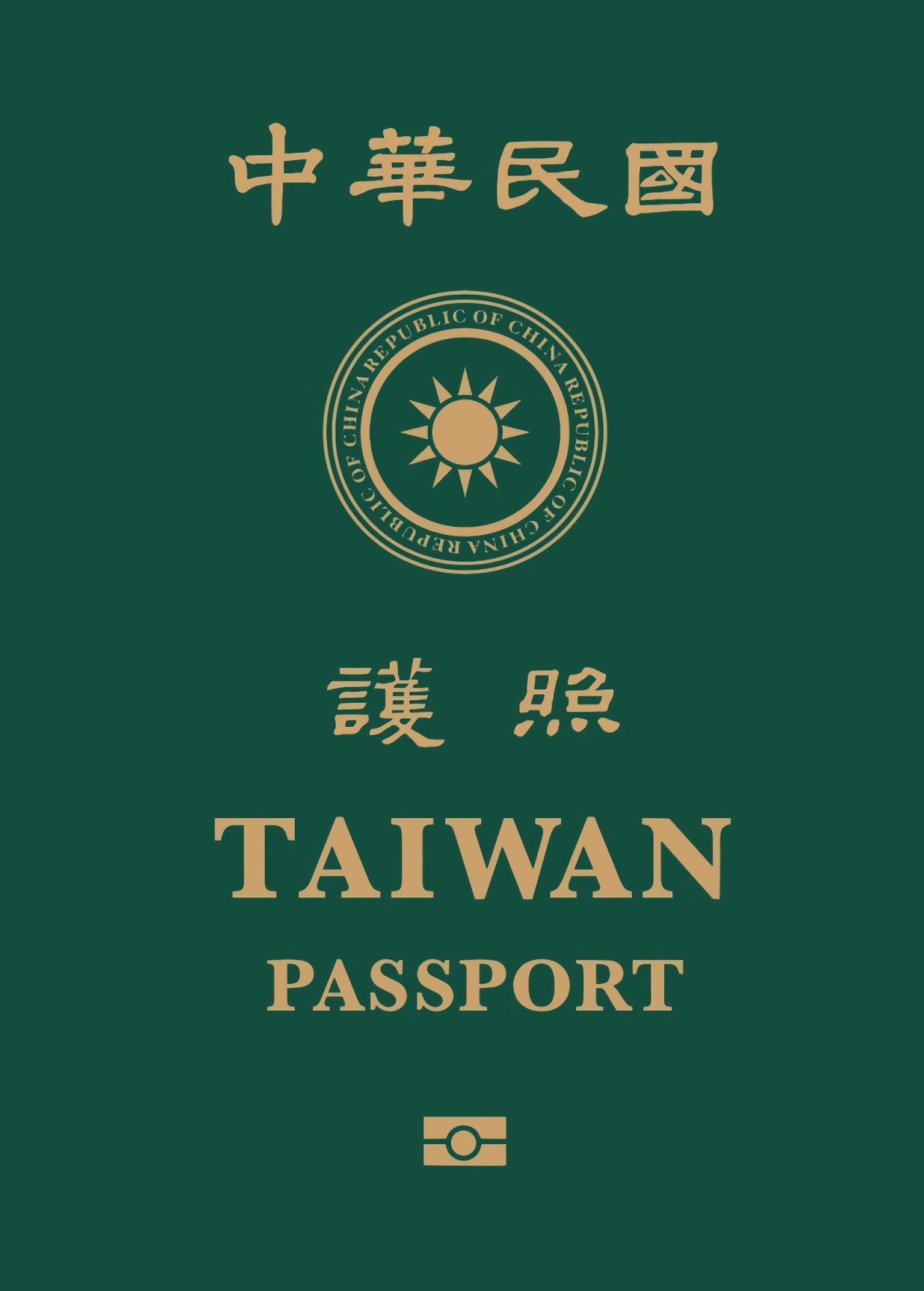
Nach 2021 ausgestellter Pass

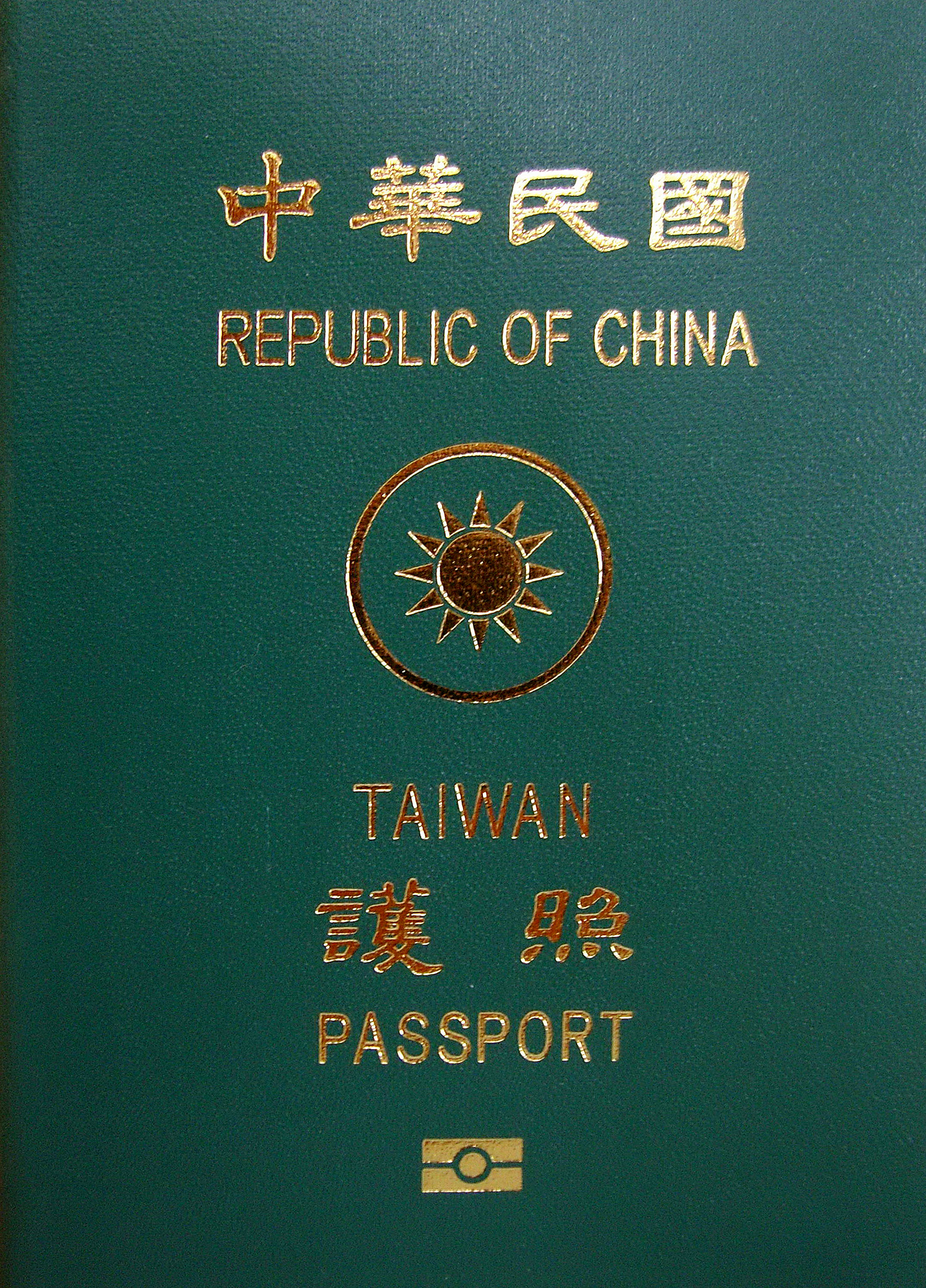
Nach 2008 ausgestellter Pass

Nachdem die Kuomintang Taiwan seit 1945 diktatorisch und von 1949 bis 1987 unter Kriegsrecht regiert hatte, vollzog sich in den letzten zwei Jahrzehnten des 20. Jahrhunderts eine Öffnung und Demokratisierung, deren Eckpunkte die Aufhebung des Kriegsrechts, die erste freie und allgemeine Parlamentswahl im Jahr 1992 und die erste direkte Wahl des Präsidenten 1996 waren. Nach der Amtszeit Lee Teng-huis, des ersten auf Taiwan geborenen Präsidenten, vollzog sich ein weiterer Umbruch, als bei der Wahl im Jahr 2000 mit Chen Shui-bian erstmals der Kandidat einer taiwanischen Partei, der DPP, zum Präsidenten gewählt wurde.
Parallel zur Demokratiebewegung entwickelte sich das Bestreben nach Lokalisierung, das sich spätestens mit der Regierungsübernahme durch die DPP auch in Gesetzen und politischen Maßnahmen manifestierte. Lokale Kultur wurde betont, aufgewertet und gefördert. Die lokalen Sprachen, vor allem das Taiwanische, und lokale Geschichte und Kultur fanden als Fächer und Forschungsgegenstand ihren Eingang in Schulen und Universitäten. Der Anteil an taiwanischsprachigen Medien und Filmen wuchs erheblich. Im Rahmen der Bewegung zur Richtigstellung von Namen in Taiwan (台灣正名運動) wurde eine Reihe von Institutionen, Straßen und Gebäuden umbenannt und der Sprachgebrauch angepasst. Einige Beispiele:
- Die staatliche Ölfirma 中國石油 (Chinese Petroleum Company) wurde 2007 in 台灣中油 (Taiwan Chinese Petroleum Corporation) umbenannt.
- Im selben Jahr wurde die staatliche Postbehörde von 中華郵政 (Chinesische Post) in 臺灣郵政 (Taiwanische Post) umbenannt. Die Änderung wurde ein Jahr später von der neuen Kuomintang-Regierung wieder rückgängig gemacht.
- Die Publikation 自由中國評論 (Free China Review) des Außenministeriums wurde 2000 in Taipei Review (臺北評論) und 2003 in Taiwan Review (臺灣評論) umbenannt.
- Die Titelseite des Passes der Republik China, die ursprünglich nur die Staatsbezeichnung in chinesischer und englischer Sprache enthielt, wurde 2008 durch den englischen Zusatz Taiwan erweitert. 2021 erfolgte eine weitere Änderung, bei der der Name Taiwan vergrößert und der englische Schriftzug Republic of China stark verkleinert um das nationale Emblem herum gedruckt wurde.
- Die ehemalige Deutsch-chinesische Gesellschaft Freunde Taiwans heißt seit 2020 Deutsch-taiwanische Gesellschaft.

Prominente Diskussionspunkte sind bzw. waren wiederholt die Umbenennungen der taiwanischen Fluggesellschaft China Airlines (中華航空) in Taiwan Airlines (臺灣航空) und die Änderung des internationalen Namens der taiwanischen Zentralakademie (中央研究院), der Academia Sinica („Chinesische Akademie“), in einen Namen mit Taiwanbezug. Befürworter der taiwanischen Unabhängigkeit von China wünschen zudem eine Änderung des Staatsnamens Republik China (中華民國) in Republik Taiwan (臺灣民國) oder einen anderen Namen. Da eine solche Handlung wahrscheinlich einen militärischen Angriff durch die Volksrepublik China nach sich ziehen würde, wird sie derzeit nur von einer Minderheit der Taiwaner unterstützt.
Solche und ähnliche Umbenennungen werden teils durch die besondere internationale Situation Taiwans erschwert, teils sind sie in Taiwan umstritten, wobei sich das pan-grüne (führende Kraft DPP) und das pan-blaue Lager (führende Kraft KMT) mit unterschiedlichen Ansichten gegenüberstehen. Allerdings wurde auch die chinesische Kuomintang von Lokalisierung bzw. Taiwanisierung beeinflusst. Ein sichtbares Zeichen ihrer Lokalisierung ist z. B. die Tatsache, dass die Verwendung der taiwanischen Sprache, nicht zuletzt im Wahlkampf, für viele ihrer Politiker eine Selbstverständlichkeit geworden ist.

## Entwicklung der taiwanischen Identität
Parallel zur äußeren Lokalisierung ist seit Beginn der Demokratisierung ein deutlicher Wandel im Selbstverständnis der Bewohner Taiwans zu beobachten. Einer seit 1992 durchgeführten Langzeitstudie der Chengchi-Nationaluniversität zufolge identifizierten sich im Juni 2024 rund 64 % der Befragten als Taiwaner (1992: 17 %), 30 % als Taiwaner und Chinesen (1992: 46 %) sowie 2 % als Chinesen (1992: 25 %).

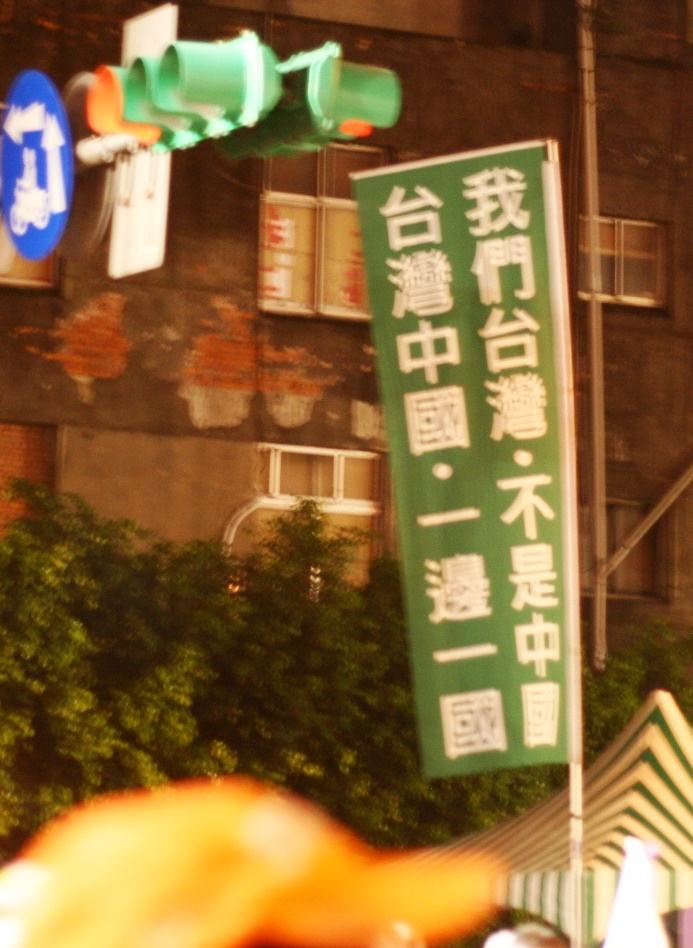
Banner mit Slogan für die Unabhängigkeit Taiwans

Der für die Jahrzehnte nach 1945 charakteristische Gegensatz zwischen den Bevölkerungsgruppen der Waishengren und der Taiwaner, die vor 1945 die Bevölkerung ausmachten, bzw. zwischen ihren Nachkommen, ist nicht verschwunden, aber er hat sich, gerade in der jungen Generation, dahingehend entschärft, dass die Bewohner der Insel, unabhängig davon, zu welchem Zeitpunkt der Geschichte ihre Vorfahren einwanderten, ebenso wie die Ureinwohner als Taiwaner gelten und sich zunehmend auch als solche identifizieren. Diese Entwicklung wurde unter anderem durch den ehemaligen Präsdienten Lee Teng-hui mit dem Begriff Taiwaner des neuen Zeitalters (新時代台灣人 xin shidai Taiwanren) zusammengefasst. Das kulturelle chinesische Erbe abseits erzwungener Sinisierung ist für viele Taiwaner mit dieser Identität vereinbar.
Es ist zu beobachten, dass die Taiwanische Lokalisierungsbewegung, die ursprünglich gegen die Politik der Kuomintang innerhalb Taiwans gerichtet war, sich nach der Erreichung vieler innenpolitischer Ziele zunehmend auch nach außen gegen den politisch-kulturellen Herrschaftsanspruch der Volksrepublik China gegenüber Taiwan richtet, indem die taiwanische Identität als von der chinesischen unabhängig betont wird. Hier ergeben sich Berührungspunkte zur Taiwanischen Unabhängigkeitsbewegung.

## Ureinwohner

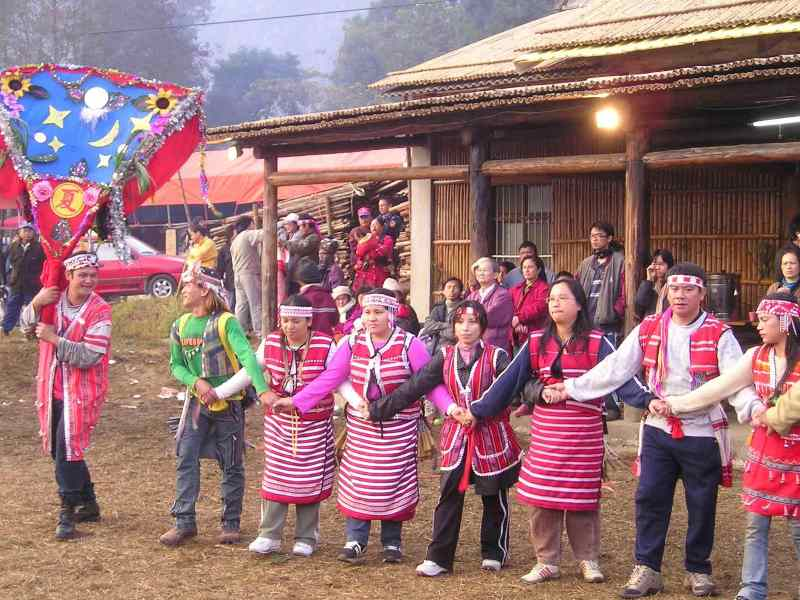
Tanzende Ureinwohner (Saisiyat)

Die indigenen Völker Taiwans wurden nach 1945 offiziell in Völker der Ebene (平埔族) und Völker der Berge (高山族) unterschieden, ohne weiter zu differenzieren. Abseits vom Tourismus wurden ihre Kulturen und Sprachen kaum gefördert. Im Zuge der Demokratisierung und Lokalisierung setzten sich die indigenen Völker verstärkt für den Erhalt oder die Wiederbelebung ihrer Identität ein. Diese erfuhr auch von Seiten der han-taiwanischen Mehrheitsgesellschaft und der Regierung zunehmend Wertschätzung und Förderung. Heute (Stand 2024) sind 16 Völker offiziell anerkannt, weitere haben diesen Status ebenfalls beantragt. Die amtliche Bezeichnung lautet seit 1994 原住民 (yuanzhumin, „Erste Einwohner“).

## Kritik
Kritik an der Taiwanischen Lokalisierungsbewegung kam vor allem aus den Reihen der Kuomintang. Während die Partei der Bewegung heute keineswegs ausschließlich ablehnend gegenübersteht, ging die Entwicklung vielen ihrer Anhänger zu weit und wurde gar als eine „erneute Kolonialisierung“, diesmal durch die regierende DPP, gesehen. Kritisiert wurde, dass die Betreiber der Taiwanisierung nicht nur die Sinisierungspolitik nach 1945 ablehnten, sondern vielmehr eine vollkommene Abkopplung von der chinesischen Kultur anstrebe, die seit dem 17. Jahrhundert, unterbrochen durch die japanische Herrschaft, die Grundlage der taiwanischen Gesellschaft gewesen sei.
Ein weiterer häufiger Kritikpunkt ist, dass Lokalisierung vom pan-grünen Lager als Waffe in der parteipolitischen Auseinandersetzung missbraucht werde, um Kontrahenten wie die Kuomintang zu dämonisieren, einzuschüchtern oder mundtot zu machen. Zudem berge eine übertriebene Taiwanisierung die Gefahr einer Entfremdung vom chinesischen Kulturkreis und der Selbstisolierung in einer sich globalisierenden Welt.
Am rigorosesten wird die Taiwanische Lokalisierungsbewegung von der Volksrepublik China und einer Minderheit von sich überwiegend als Chinesen identifizierenden Taiwanern abgelehnt, die Taiwanisierung als Werkzeug zur Betreibung der von ihnen abgelehnten politischen Unabhängigkeit Taiwans sehen.